# Jameson (Whiskeybrennerei)

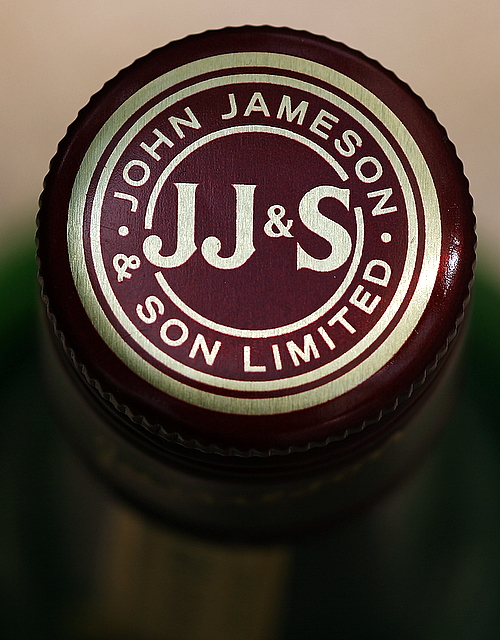
Firmenlogo auf einem Flaschendeckel

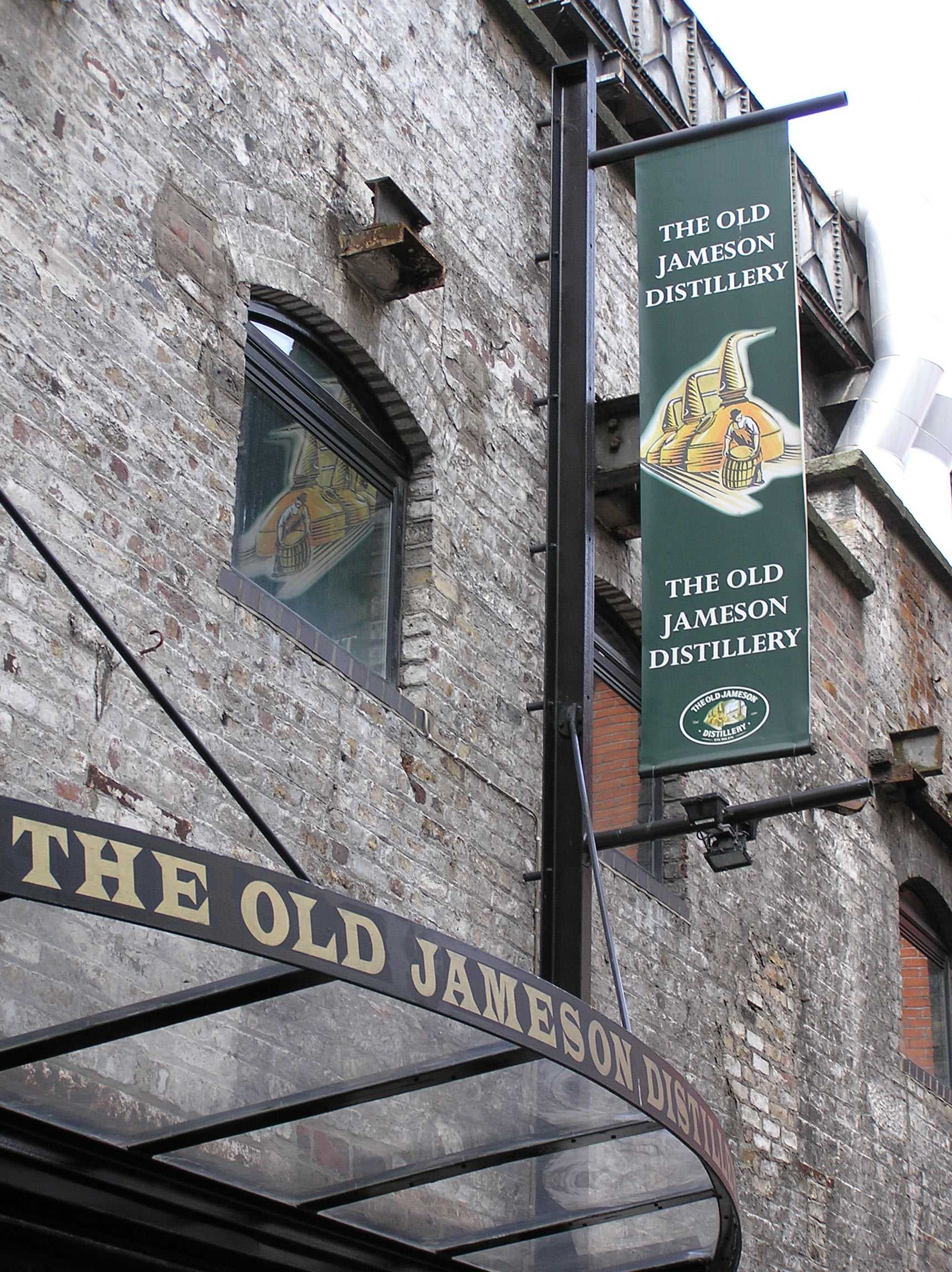
Schaubrennerei Jameson in Dublin

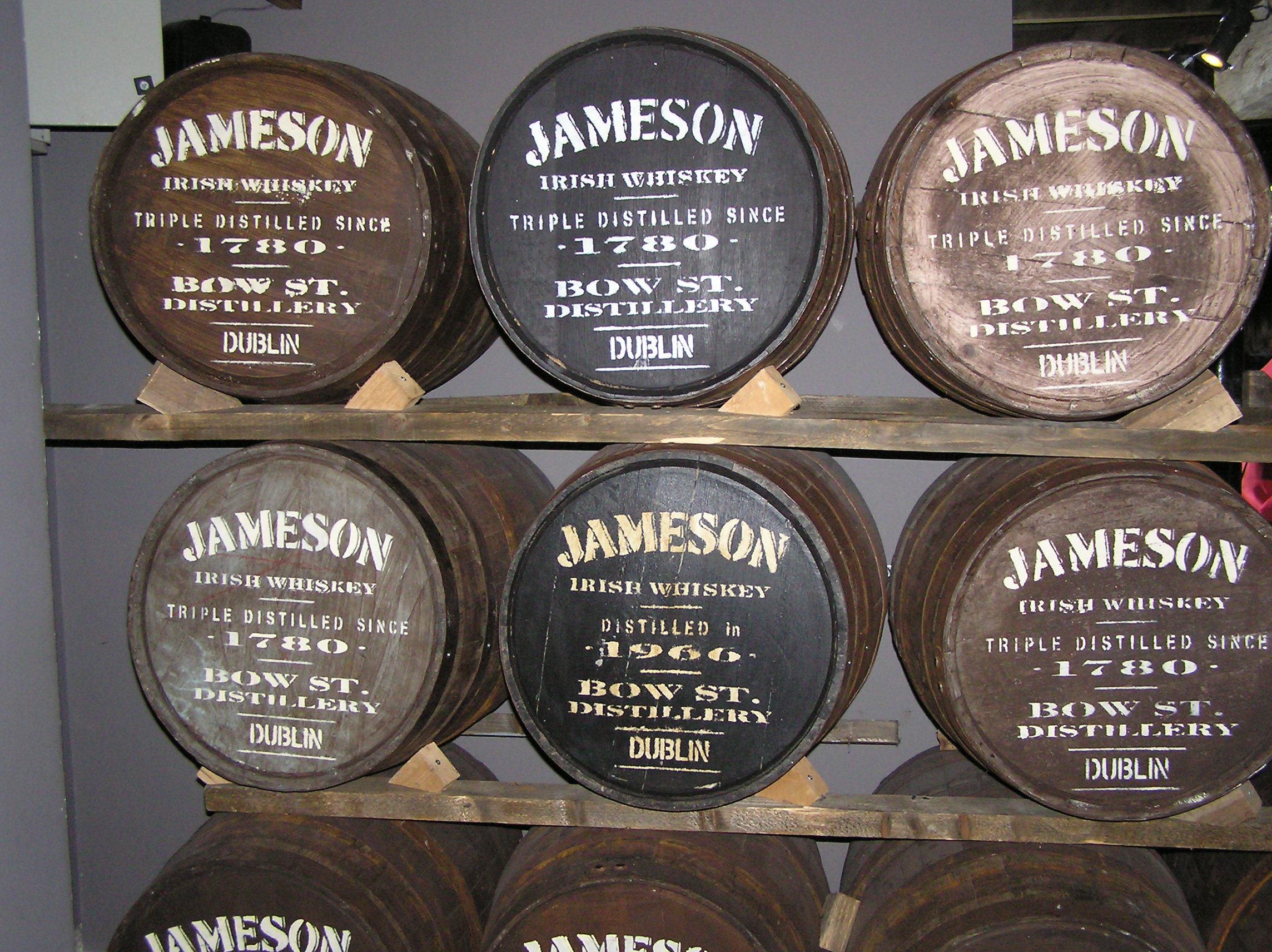
Fasslager

Jameson ist eine irische Whiskey-Marke. Die gleichnamige Destillerie wurde von John Jameson im Jahr 1780 in Dublin gegründet, bis 1971 wurde in der Bow Street (Smithfield Village) destilliert. Heute kann man in Dublin nur noch die Schaubrennereien von Old Jameson besichtigen, produziert wird in Midleton. Jameson gehört zu den weltweit bekanntesten Whiskey-Marken. Es handelt sich um einen so genannten Blended Whiskey.

## Geschichte
Nach Krisen des irischen Whiskeyabsatzes in den USA (Prohibition) und in UK (hohe Einfuhrzölle nach irischer Unabhängigkeit) schloss sich im Jahre 1966 Jameson Irish Whiskey mit den letzten verbliebenen Destillerien der Republik Irland, nämlich Power’s (John Power & Son) und Cork Distilleries, zur Irish Distillers (Group) zusammen. 1975 eröffnete diese Gruppe in Midleton, Cork, eine sich technisch auf neuestem Stand befindliche Destillerie, die besichtigt werden kann. Seit 1988 gehört die Irish Distillers Limited zum französischen Pernod-Ricard-Konzern. Wie der bekannte Whisk(e)ykenner und -rezensent Jim Murray in seinem Buch Classic Irish Whiskey angibt, hielt Jameson Ende der 1990er Jahre etwa 75 Prozent des gesamten irischen Whiskeyabsatzes weltweit. Im Jahr 2012 lag der Gesamtabsatz bei 36 Mio. Liter.

## Produkte
- Jameson Original
- Jameson Gold
- Jameson Crested Ten
- Jameson Triple Distilled
- Jameson Caskmates
- Jameson Special Reserve, 12 years
- Jameson Select Reserve
- Jameson Signature Reserve
- Jameson Distillery Reserve, 12 years (nur in Dublin und Midleton erhältlich)
- Jameson Pure Pot Still, 15 years
- Jameson Master Selection, 18 years
- Jameson Rarest Vintage Reserve (46 %, Grain Whiskey 23–24 alt, Pot-Still-Anteil etwas jünger)

Der Alkoholgehalt fast aller Jameson Whiskeys liegt bei ungefähr 40 %.
Zu John Jameson & Son Limited gehören außerdem noch
- Redbreast 12 years (40 %)
- Redbreast 15 years (46 %)
- Midleton Very Rare (40 %) (zwischen 14 und 22 Jahren Reifezeit)
- Dungourney (30 Jahre altes Fass von 1964)

## Herstellung
Jameson Whiskey wird aus einer Mischung von gemälzter und ungemälzter Gerste hergestellt. Die Trocknung der gemälzten Gerste erfolgt im Gegensatz zu schottischem Whisky in geschlossenen Darren, ohne dass Rauch an das Malz gelangt. Es erfolgen drei Brennvorgänge. Die anschließende Lagerung erfolgt in Eichenfässern aus Spanien, Portugal und den USA, in denen zuvor Sherry, Portwein oder Bourbon reiften. Der Whiskey wird dann vom Master Blender aus Jameson-Whiskeys verschiedenen Alters und Fässern gemischt, um in industriellem Maßstab einen möglichst gleich bleibenden Geschmack zu erzielen. Für eine gleich bleibende Farbe wird mit Zuckerkulör gefärbt.

## Galerie

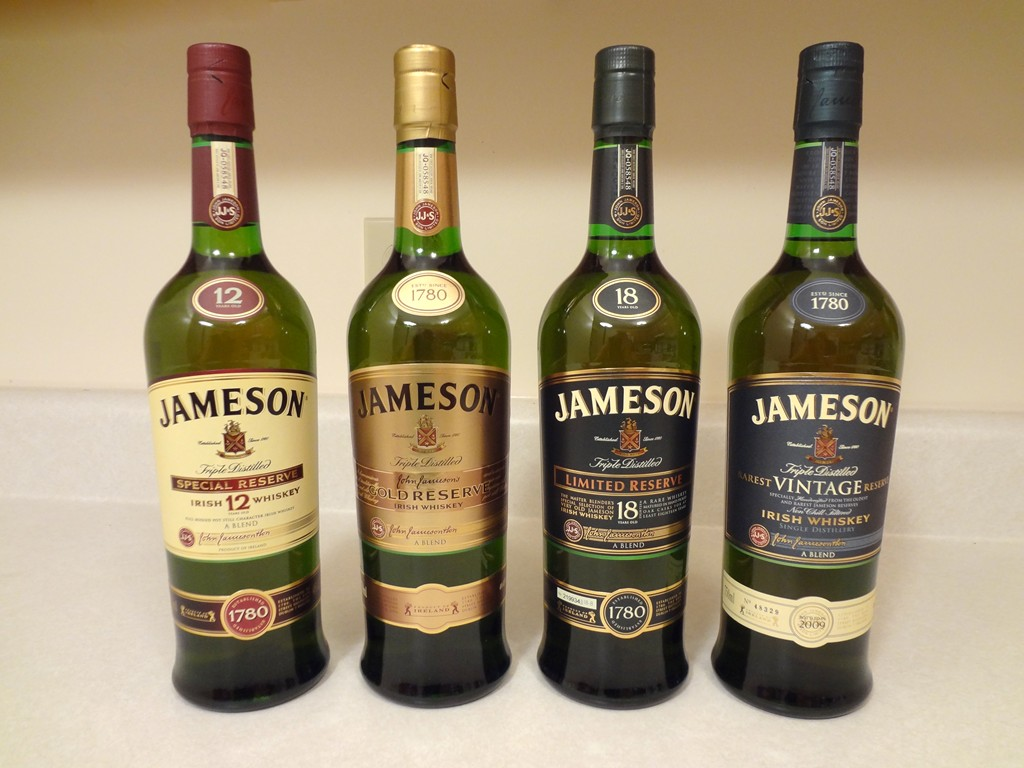
Verschiedene Jameson-Abfüllungen
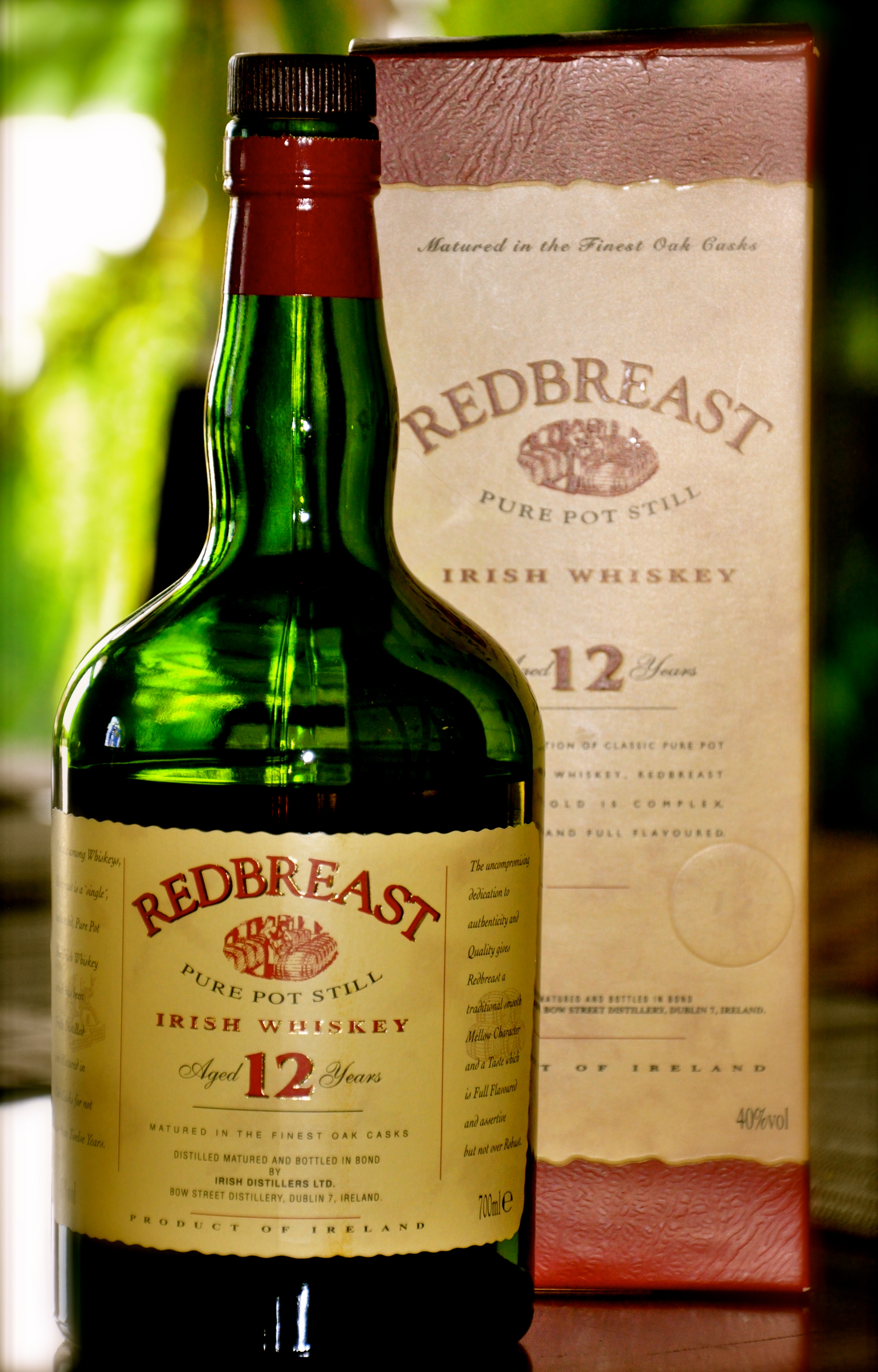
Redbreast, 12 years